# Dák királyok listája

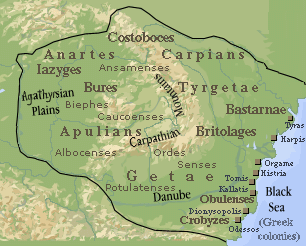
A Dák Királyság hatalma csúcsán, Boirebisztasz uralkodása idején.

A dák nép a mai Erdély és Olténia területén élt, az ókorban. Eredetileg több különálló törzsben éltek, ezeket azonban Burebistának részben diplomáciai, részben fegyveres úton sikerült egyesítenie i. e. 82 körül. Burebista hadjáratokat vezetett a szomszédos népek ellen is. Legelőször a basztarnákat győzte le és az általuk lakott területet (a későbbi Moldva) királysága területéhez csatolta. Ezt követően egy hosszú háborúban legyőzte és elfoglalta a Fekete-tenger nyugati partján fekvő görög gyarmatvárosokat, majd egy hadjáratot vezetett a kelták ellen is, akiket szintén legyőzött. A hadjáratok eredményeként a Dák Királyság határa északon az Erdős-Kárpátok, keleten a Fekete-tenger és a Bug folyó torkolatvidéke, délen a Balkán-hegység, nyugaton pedig a Duna középső szakasza és a Moráva folyó volt.
Burebistát i. e. 44-ben meggyilkolták, halála után pedig királysága részeire esett. Scorilo király uralkodása idején azonban újra erősödni kezdett az állam. Duras király 84 - 85 telén már sereget küldött Moesia római provinciába, amely végigpusztította a vidéket. Duras ezzel kihívta maga ellen a Római Birodalom bosszúját. 85-ben római sereg indult a Dák Királyság ellen Cornelius Fuscus vezetésével. Duras önként lemondott a trónról időközben, utóda pedig Diurpaneus lett, aki legyőzte a rómaiakat egy kis falu, Tapae mellett. A csatában szinte a teljes római légió megsemmisült, Fuscus is elesett. Győzelme után Diurpaneus felvette a Decebal ("Nagy") nevet.
A vereségbe azonban a rómaiak nem nyugodtak bele és újabb hadjáratot indítottak, amelyben ezúttal ők győztek, de okulva korábbi tapasztalataikból, nem törekedtek a dák állam megszüntetésére, hanem inkább előnyös békét kötöttek velük.
A békés időszak azonban nem tartott sokáig. 98-ban Traianus lett a római császár, aki a Dák Királyságban veszedelmes ellenfelet látott, ezenkívül pedig az ország gazdag volt aranyban, sóban és gabonában, így Traianus elhatározta az ország meghódítását. A rómaiak először 101-ben indítottak támadást a dákok ellen, de annak ellenére, hogy a dákok súlyos vereségeket szenvedtek, ekkor még nem sikerült a rómaiaknak leigázni őket, így békét kötöttek.
A béke idejét mindkét fél az újabb háborúra való készülődésre fordította. A háború végül is 105-ben tört ki. A rómaiak ezúttal rövid idő alatt elfoglalták a királyság területét, majd 106-ban bevették a fővárost, Sarmisegethuzát is, Decebal pedig a rómaiak elől menekülve öngyilkos lett. Ezzel a Dák Királyság megszűnt létezni, helyén pedig Traianus létrehozta Dacia provinciát.

## Uralkodók
| Uralkodó      | Uralkodott      | Megjegyzés |
| ------------- | --------------- | --- |
| Boirebisztasz | i. e. 82 - 44   | Egyesítette a dák törzseket                                                                                             |
| Dekaineosz    | i. e. 44 - 27   | Uralkodása alatt az ország szétesett                                                                                    |
| Koson         | i. e. 40 - 28   | Független királyságot hozott létre a mai Munténia területén                                                             |
| Dicomes       | i. e. 31 körül  | Plutarkhosz említi, mint Marcus Antonius szövetségesét, valószínűleg a mai Moldva vidékén hozott létre önálló országot. |
| Comosicus     | i.e. 27 - ?     | Deceneus utódja |
| Thiamarchos   | ?               | Csak a mai Munténia területén uralkodott, az i. e. I. század végén (uralkodási ideje nem pontosan ismert)               |
| Kotiszo       | ? - i.e. 29     | Csak a mai Olténia területén uralkodott.                                                                                |
| Coryllus      | ? - ?           | Comosicus utódja |
| Rholes        | i. sz. 28 körül | Dobrudzsa déli részén uralkodott.                                                                                       |
| Dapyx         | i.sz. 28 körül  | Dobrudzsa középső részén uralkodott                                                                                     |
| Zyraxes       | i.sz. 28 körül  | Dobrudzsa északi részén uralkodott                                                                                      |
| Scorilo       | 28 - 68         | A Dák Királyságot újra egyesítette                                                                                      |
| Duras         | 68 - 87         | Lemondott a trónról |
| Decebal       | 87 - 106        | Eredeti neve Diurpaneus. A rómaiak elfoglalták országát, ő maga pedig öngyilkos lett, hogy elkerülje a fogságot.        |